# بيت عامر (مسلسل)
بيت عامر، مسلسل سوري. من خمس حلقات. وكان من فكرة الفنانة سلافة عويشق.

## الفنانين المشاركين بالعمل
- منى واصف أم بهاء.
- عمر حجو أبو بهاء.
- نسرين الحكيم.
- قاسم ملحو بهاء.
- شكران مرتجى ضيفة.
- غادة بشور ضيفة.
- سلافة عويشق.
- ايفيلن حسن.